# Bram Stoker-díj
A Bram Stoker-díj (angolul: Bram Stoker Award) egy évente kiosztott irodalmi díj, amit a nemzetközi Horrorírók Egyesülete (angolul: Horror Writers Association, röv. HWA) ítél oda a horror területén elért „kiemelkedő teljesítményért”. A díjat 1987 óta osztják ki, a HWA aktív tagjai titkos szavazással választják ki a győztest. A díj Bram Stoker íróról kapta nevét, aki többek között a Drakula című regény szerzője.

## Kategóriák
Jelenleg az alábbi kategóriákban kerül a díj kiosztásra:
- legjobb regény (1987–);
- legjobb első regény (1987–);
- legjobb kisregény (1998–)
- legjobb novella (1998–)
- legjobb antológia, egy szerző(1998–)
- legjobb antológia, több szerző (1998–)
- legjobb forgatókönyv (1998–2004, 2011–)
- legjobb nem fikció (1987–)
- legjobb verseskötet (2000–)
- életmű díj (1987–)

## Díjazottak
Bram Stoker-díj korábbi díjazottai.
| - Linda Addison - Maria Alexander - Michael Arnzen - Clive Barker - Laird Barron - Charles Beaumont - Robert Bloch - Bruce Boston - Ray Bradbury - Christopher Lee - Gary A. Braunbeck - Ramsey Campbell - Douglas Clegg - Don Coscarelli - Ellen Datlow - Harlan Ellison - Neil Gaiman - David Gerrold - Owl Goingback - Christopher Golden - Rain Graves - Thomas Harris - Joe Hill - Nina Kiriki Hoffman | - Nancy Holder - Brian A. Hopkins - Del Howison - Charlee Jacob - Stephen Jones - Steven A. Katz - Brian Keene - Jack Ketchum - Caitlin R. Kiernan - Stephen King - Michael Knost - Kathe Koja - Sarah Langan - Joe R. Lansdale - Richard Laymon - Thomas Ligotti - Bentley Little - Jonathan Maberry - George R. R. Martin - Elizabeth Massie - Rena Mason - Richard Matheson - Glen Mazzara - Robert McCammon | - Thomas F. Monteleone - Michael Moorcock - Alan Moore - David Morrell - Lisa Morton - Yvonne Navarro - William F. Nolan - Joyce Carol Oates - Weston Ochse - Norman Partridge - Tom Piccirilli - Alex Proyas - Alan Rodgers - Bruce Holland Rogers - J. K. Rowling - Al Sarrantonio - John Shirley - Dan Simmons - Marge Simon - Lucy A. Snyder - Peter Straub - Steve és Melanie Tem - Robert Weinberg - Rocky Wood |